# Selección de fútbol de Transnistria
La Selección de fútbol de Transnistria es el equipo que representa a Transnistria, un Estado con reconocimiento limitado que pertenece a Moldavia. No está afiliado a FIFA o la UEFA y, por lo tanto, no pueden competir por la Copa Mundial de Fútbol o la Eurocopa. Fue miembro de la ConIFA desde 2015 hasta algún momento cercano a 2020.
Si bien Transnistria aún no ha jugado ningún partido internacional oficial, un equipo amateur de fútbol lo representa a nivel moldavo en la Copa de la República Moldava de fútbol amateur. En esta copa, su mayor logro registrado llegó en su edición 2019-2020 pasando fase de grupos en segundo puesto y llegando a la fase final.
Un equipo representativo de veteranos (35 años o más) participó en la Copa Dniester de veteranos, un torneo amistoso que también involucró a dos equipos de Rusia y al Hapoel Bat Yam de Israel. Transnistria terminó en segundo lugar con dos victorias y una derrota, aunque no se conocen los resultados precisos, y estos partidos no se consideran internacionales. Sin embargo, el equipo trasnistriano era elegible para entrar en la Copa Mundial de Fútbol de ConIFA, el principal torneo internacional de fútbol para territorios que no son miembros de la FIFA y hubo un tiempo en que se mostró interés en hacerlo.
El Presidente de la Federación es Pavel Prokudin, quien ha estado en este cargo desde marzo de 2018. La Federación también supervisa el fútbol de clubes a nivel regional, que se está diseñado para convertirse en un sistema que alimente de jugadores para el equipo nacional.

## Partidos

### No oficiales
Al ser complicado encontrar registros de partidos, solo se muestran algunos pocos documentados
| Fecha                  | Estadio             | Competición                | Lugar              | Rival                 | Resultado |
| ---------------------- | ------------------- | -------------------------- | ------------------ | --------------------- | --------- |
| 2 de junio de 2018     | Estadio de Tiráspol | Copa Dniester de veteranos | Tiraspol, Moldavia | Hapoel Bat Yam        | ?-?       |
| 2 o 3 de junio de 2018 | Estadio de Tiráspol | Copa Dniester de veteranos | Tiraspol, Moldavia | Dniéster de Tiraspol  | ?-?       |
| 2 o 3 de junio de 2018 | Estadio de Tiráspol | Copa Dniester de veteranos | Tiraspol, Moldavia | Adelante de Yaroslavl | ?-?       |
| 20 de junio de 2021    | Estadio de Tiráspol | Copa de Moldavia amateur   | Tiraspol, Moldavia | ARF Dubăsari          | 4-2       |
| Junio/julio de 2021    | Estadio de Tiráspol | Copa de Moldavia amateur   | Tiraspol, Moldavia | ARF Ialoveni          | 0-1       |
| Junio/julio de 2021    | ?                   | Copa de Moldavia amateur   | Ialoveni, Moldavia | ARF Ialoveni          | 4-0       |

## Palmarés
| Fecha         | Competición                                       | Resultado  |
| ------------- | ------------------------------------------------- | ---------- |
| Junio de 2018 | Copa Dniester de veteranos                        | 2.º        |
| 2019-2020     | Copa de la República de Moldova de fútbol amateur | Fase final |